# Theobald I av Lothringen
Theobald I av Lothringen, född 1191, död 1220, var regerande hertig av Lothringen från 1213 till 1220.